# Мит о Ромелу
Мит о Ромелу, или легенда о Ромелу, је израз који користе бројни историчари за уобичајене приказе немачког фелдмаршала Ервина Ромела као аполитичног, бриљантног команданта и жртве нацистичке Немачке због његовог претпостављеног учешћа у завери 20. јула против Адолфа Хитлера, што је довело до Ромеловог присилног самоубиства 1944. године. Према овим историчарима, који критички гледају на Ромела, такви прикази нису тачни.
Опис Ромела као бриљантног команданта почео је 1941. године, уз Ромелово учешће у креирању мита, као компонента нацистичке пропаганде која велича Wehrmacht и улију оптимизам у немачку јавност. Британска ратна штампа га је преузела и ширила на Западу док су савезници покушавали да објасне своју континуирану неспособност да поразе силе Осовине у северној Африци: Ромелов геније су користили неистомишљеници да протестују против друштвене неједнакости унутар британске армије те су га користиле политичке и друге вођа попут Черчила, да смање класне тензије.
Након рата, западни савезници, а посебно Британци, су Ромела приказали као „ доброг Немца“ и „нашег пријатеља Ромела“, блиско придржавајући се начела мита о невином Вермахту. Његова репутација да води чист рат искоришћена је у интересу поновног наоружавања Западне Немачке током Хладног рата и помирења између бивших непријатеља — Уједињеног Краљевства и Сједињених Држава с једне стране и нове Савезне Републике Немачке с друге. Биографија из 1950. Ромел: Пустињска лисица и публикација Ромелових папира из 1953. додали су миту, који се показао отпорним на критичко испитивање.
Ово преиспитивање је произвело нова тумачења дела Ромела, укључујући његов однос спрам нацизма, његове способности као команданта на оперативном и стратешком нивоу и његову улогу у завери 20. јула за убиство Хитлера.
Историчари и коментатори закључују да Ромел остаје двосмислена фигура, коју није лако дефинисати ни унутар ни изван оквира створеног мита.

## Порекло
Порекло мита може се прво пронаћи у Ромеловој тежњи за успехом као младог официра у Првом светском рату, а затим у његовој популарној књизи Infanterie Greift An (Пешадијски напади) из 1937. која је написана у стилу који се разликовао од немачке војне литературе. времена. Књига је постала бестселер и наводно ју је прочитао Адолф Хитлер.
Историчар Антони Бивор ставља почетак „легенде о Ромелу“ 13. маја 1940. године, током битке за Француску, када су Ромелове трупе под ватром прешле реку Меза и успоставиле мостобране у Хоуку и Динанту.
Према Ханс Улриху Вехлеру, првобитни разлог који је довео до Ромеловог високог угледа у страним земљама био је тај што су људи у савезничким земљама чули да се добро односио према заробљеним војницима.